# مجرى كبير
مجرى كبير قرية سوريّة تتبع إداريّاً لمحافظة حلب منطقة جرابلس ناحية مركز جرابلس، بلغ تعداد سكانها 1,832 نسمة حسب التعداد السكاني لعام 2004.